# Panteon
Panteon er betegnelsen for alle guder og gudinder i en bestemt mytologi, altså en "guderække" eller "kreds af guder". Det kan for eksempel være det nordiske, græske eller egyptiske panteon.

## Etymologi
Navnet "Pantheon" stammer fra oldgræsk "Pantheion" (Πάνθειον) der betyder "af relation til" eller "fælles for alle guder": (pan- / "παν-" betyder "alle" + theion / "θεῖον"= betyder "af eller hellig til en gud").